# Iwan Grigorjewitsch Tschernyschow

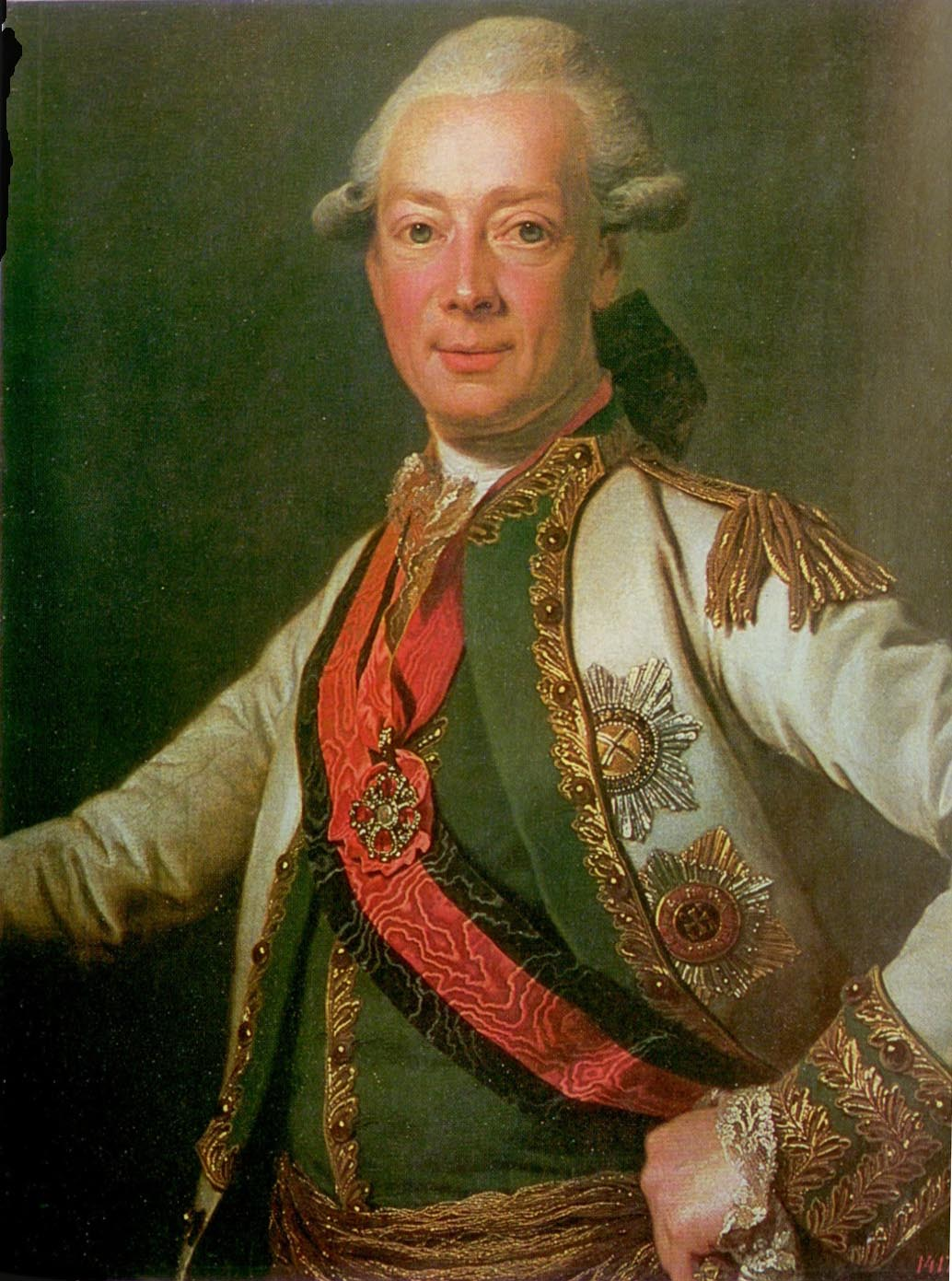
Iwan Grigorjewitsch Tschernyschow (Dmitri Lewizki, 1790, Schloss Pawlowsk)

Graf Iwan Grigorjewitsch Tschernyschow (russisch Иван Григорьевич Чернышёв; * 24. Novemberjul. / 5. Dezember 1726greg.; † 26. Februarjul. / 9. März 1797greg. in Rom) war ein russischer Diplomat und Modernisierer der russischen Flotte.

## Leben
Tschernyschows Eltern waren der Livland-Gouverneur Graf Grigori Petrowitsch Tschernyschow und Awdotja Iwanowna Tschernyschowa geborene Rschewskaja, eine der Mätressen Peters des Großen. Nach häuslicher Erziehung trat Tschernyschow in die Ritterakademie St. Petersburg ein. 1741 wurde er an die Botschaft in Kopenhagen geschickt, an der sein ältester Bruder Pjotr Grigorjewitsch Tschernyschow außerordentlicher Gesandter geworden war. Tschernyschow schloss dort seine Ausbildung im diplomatischen Dienst ab und begleitete seinen Bruder bei den diplomatischen Missionen in Berlin (1742–1745) und London. Auch wurde er unter dem Einfluss seines Bruders Freimaurer. 1745 kehrte er nach St. Petersburg zurück und wurde Podporutschik im Semjonowskoje-Leibgarderegiment mit Beförderung zum Porutschik nach einem Jahr. 1749 heiratete er Jelisaweta Ossipowna Jefimowskaja (1734–1755), einzige Tochter des Vetters der Kaiserin Elisabeth, und wurde Kammerjunker.  Darauf reiste er mit seiner Frau ins Ausland.
1755 kehrte Tschernyschow nach St. Petersburg zurück und wurde Kammerherr. Nach dem Tode seiner ersten Frau heiratete er 1757 Anna Alexandrowna Isslenjewa (1740–1794), Nichte des Generalporutschik Alexander Artemjewitsch Sagrjaschski. 1760 gründete er die Anna-Kupferhütte im Rajon Perm, die in den 1770er Jahren vom Staat übernommen wurde.
1761 war Tschernyschow während des Siebenjährigen Krieges in Augsburg beim außerordentlichen Botschafter Graf Keyserlingk. Da die Verhandlungen mit Preußen nicht zustande kamen, wurde Tschernyschow nach St. Petersburg zurückberufen.
Nach der Thronbesteigung Katharinas II. (1762), die Tschernyschows älteren Bruder Sachar Grigorjewitsch Tschernyschow (Generalfeldmarschall) protegierte, wechselte Iwan Tschernyschow aus dem diplomatischen Dienst als Generalporutschik zur Marine. 1763 wurde er Mitglied des Admiralitätskollegiums in St. Petersburg und der neuen Marinekommission für die russischen Flotten. 1764 wurde er Kommandeur der Galeerenflotte.

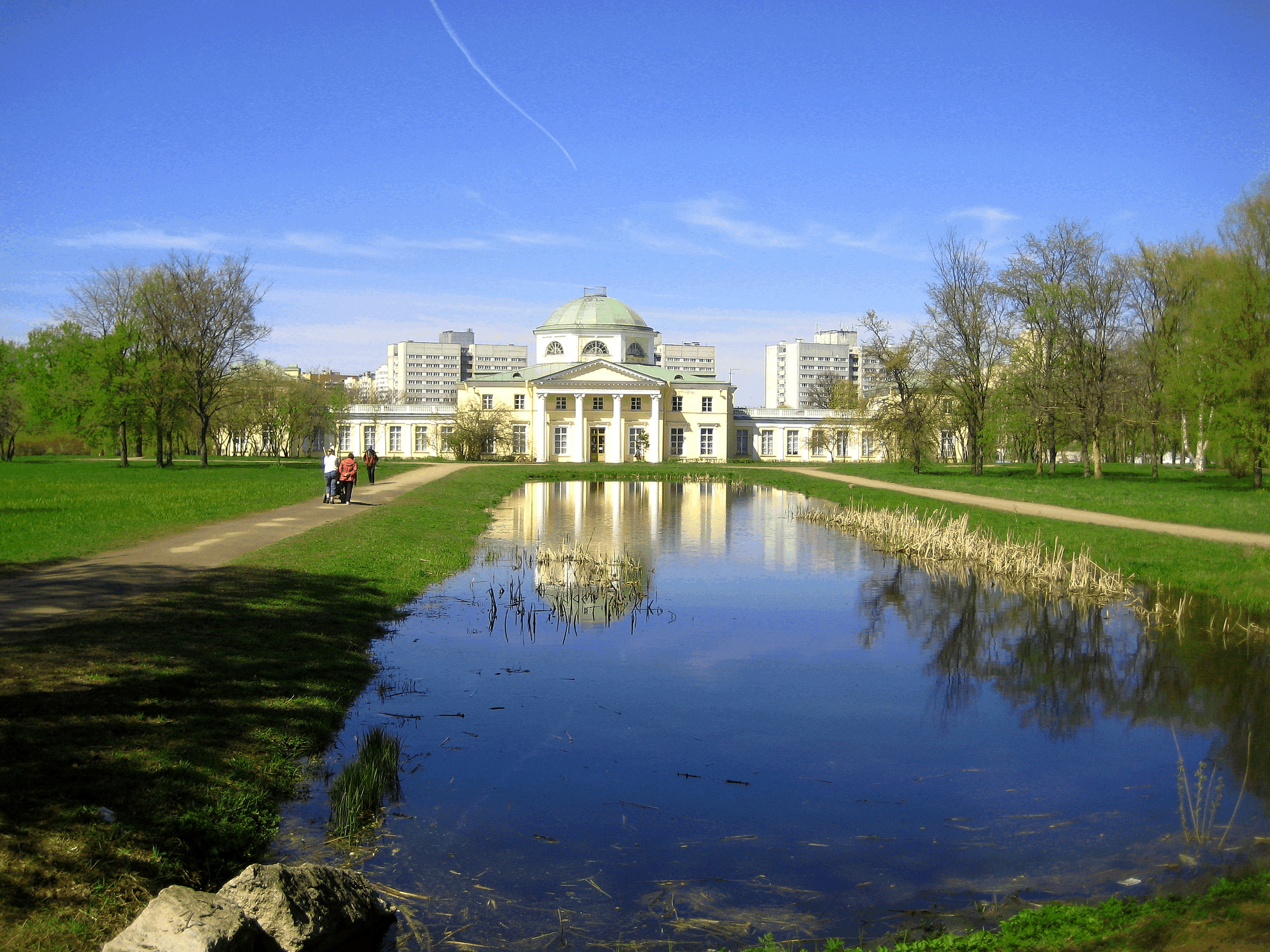
Tschernyschow-Datsche Alexandrino

Auf seinem Grundstück an der Moika ließ Tschernyschow sich von Jean-Baptiste Vallin de La Mothe den Tschernyschow-Palast bauen (1762–1768). Der Palast beherbergte nach Tschernyschows Tod eine Kavallerie-Militärschule (1825–1839), an der auch Michail Lermontow studierte, und wurde später durch den klassizistischen Mariinski-Palast ersetzt (von Andrei Stackenschneider (1839–1844)). In dieser Zeit erwarb Tschernyschow von Pjotr Andrejewitsch Tolstoi ein Grundstück an der Straße nach Peterhof, das ursprünglich der jüngeren Schwester Peters I. Natalja Alexejewna (1673–1716) gehört hatte. Dort ließ er sich von Jean-Baptiste Vallin de La Mothe die palladianische Tschernyschow-Datsche bauen, umgeben von einem großen Park. Nach der Oktoberrevolution wurden die großen Räume in kleine Wohnungseinheiten aufgeteilt, und in der Halle wurden Schweine gehalten. Während des Deutsch-Sowjetischen Krieges mit der Leningrader Blockade wurde die Datsche durch Beschuss stark beschädigt. In den 1960er Jahren wurde die Datsche restauriert ohne Rekonstruktion der Innenräume und wird als Kunstschule für Kinder genutzt. Der verkleinerte Park trägt den Namen Alexandrino nach dem letzten Besitzer vor der Oktoberrevolution Alexander Dmitrijewitsch Scheremetew.
1767 kehrte Tschernyschow in den diplomatischen Dienst zurück. Katharina II. schickte ihn 1767 als außerordentlichen bevollmächtigten Gesandten ins Vereinigte Königreich, aus dem er ein Jahr später zurückkehrte. 1769 ernannte ihn Katharina II. zum General und Vizepräsidenten des Admiralitätskollegiums (nach Fjodor Iwanowitsch Soimonow). Die unter den bisherigen Regierungen vernachlässigte Flotte war in einem schlechten Zustand. Tschernyschow modernisierte und verstärkte die Flotte, so dass sie zu Beginn des Russisch-Türkischen Krieges (1768–1774) in einem guten Zustand war. Er ging dann einige Jahre zu Heilbehandlungen in Urlaub. Als 1776 in Moskau der Friede von Küçük Kaynarca gefeiert wurde, erhielt Ternyschow dort den Alexander-Newski-Orden und den Orden des Heiligen Andreas des Erstberufenen für seine großen Verdienste um die Flotte. Als Katharina II. 1782 den Orden des Heiligen Wladimir stiftete, erhielt Tschernyschow den Wladimir-Orden I. Klasse. 1783 begleitete er Katharina II. nach Fredrikshamn zum Treffen mit dem schwedischen König Gustav III. Ebenso begleitete er sie 1787 auf ihrer Reise durch Neurussland und auf die Krim. Als nach dem schwedisch-russischen Krieg (1788–1790), in dem die Flotte eine entscheidende Rolle gespielt hatte, der Frieden gefeiert wurde, erhielt Tschernyschow die Diamanten zum Orden des Heiligen Andreas des Erstberufenen.

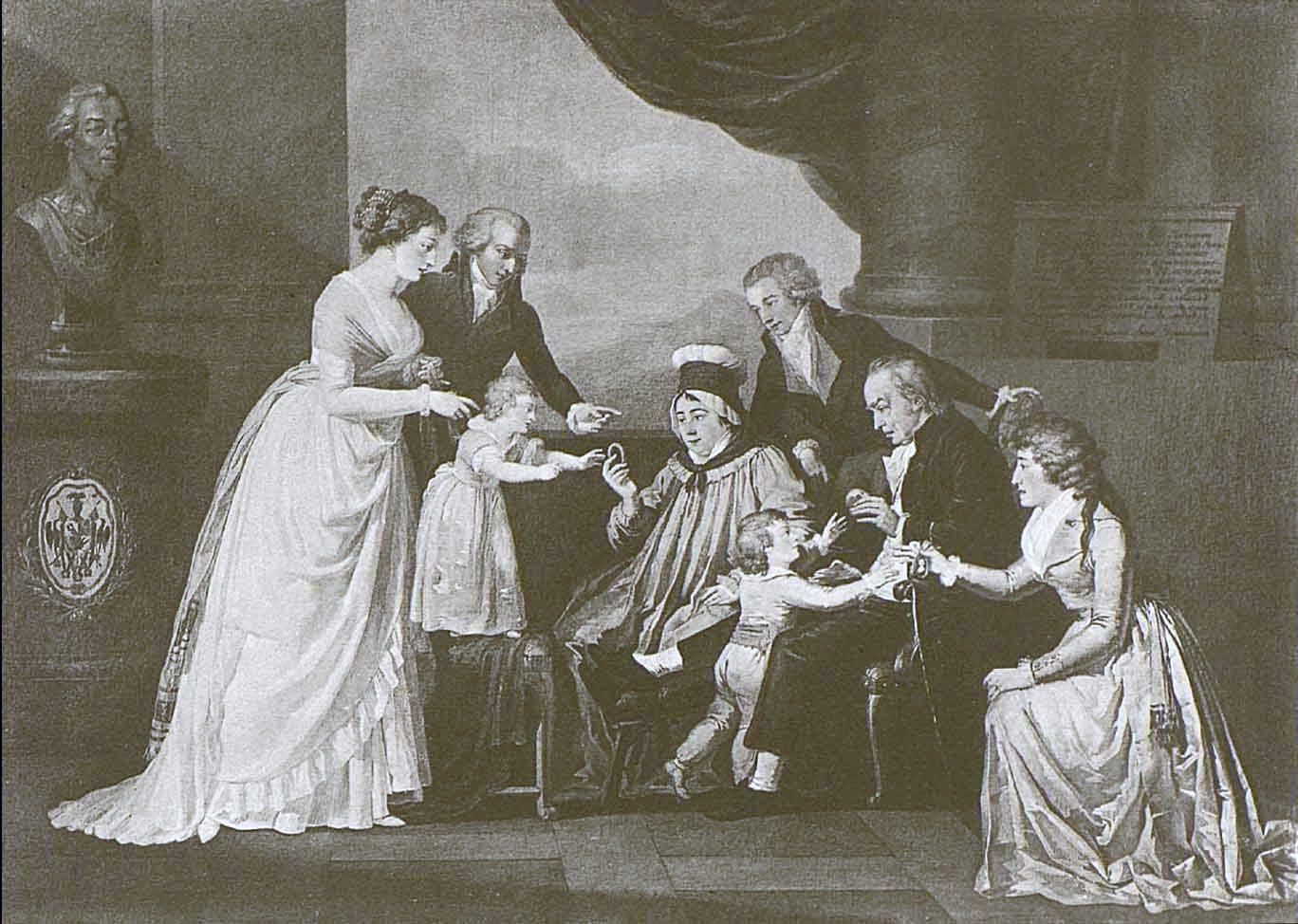
Tschernyschow mit Frau Anna, Kindern und Enkeln

Nach dem Tode Katharinas II. ernannte Paul I. sogleich Tschernyschow, der mit dessen Berater Nikita Iwanowitsch Panin befreundet war, zum Generalfeldmarschall und, da er nicht Generaladmiral sein konnte, zum Präsidenten des Admiralitätskollegiums und Senator.
Ternyschow reiste zu Heilbehandlungen 1792 ins Ausland und starb nach langer Krankheit in Rom. Bestattet wurde er in St. Petersburg in der Verkündigungs-Kirche des Alexander-Newski-Klosters. Er hinterließ drei Kinder. Grigori (1762–1831) wurde Diplomat und schrieb Komödien. Jekaterina (1766–nach 1826) heiratete 1789 den Senator Fjodor Fjodorowitsch Wadkowski. Anna (1776–1817) heiratete den Schriftsteller Alexander Alexejewitsch Pleschtschejew. Der außereheliche Sohn Grigori Iwanowitsch Mulowski wurde Kapitan-Kommandeur in der russischen Flotte. Vizepräsident des Admiralitätskollegiums wurde Iwan Logginowitsch Golenischtschew-Kutusow.

## Ehrungen
- Alexander-Newski-Orden
- Orden des Heiligen Andreas des Erstberufenen
- Orden des Heiligen Wladimir I. Klasse
- Diamanten zum Orden des Heiligen Andreas des Erstberufenen
- Russischer Orden der Heiligen Anna
- Orden des Weißen Adlers
- Ehrenmitglied der Petersburger Akademie der Wissenschaften (1777)[9]